# Centrale de Rapide-7
La centrale de Rapide-7 est une centrale hydroélectrique et un barrage d'Hydro-Québec érigés sur la rivière des Outaouais, à Rouyn-Noranda, dans la région administrative de l'Abitibi-Témiscamingue, au Québec. Cette centrale, d'une puissance installée de 61 MW, a été mise en service en 1941. Sa production annuelle était estimée à 300 GWh en 2004.

## Histoire
La construction de la centrale de Rapide-7 a débuté en 1937 à l'initiative du gouvernement du Québec afin d'alimenter l'industrie minière alors en émergente de l'Abitibi qui poussa. Les groupes furent mis en service entre 1941 et 1951. La centrale de Rapide-7 est la première centrale hydroélectrique construite par l'État québécois, et ce, avant même la création d'Hydro-Québec. À sa création en 1944, Hydro-Québec hérita de la propriété du complexe,  en assurant l'opération encore à ce jour. 
La construction de la centrale a nécessité l'établissement d'un village pour y accueillir les travailleurs du complexe. Le village comprenait une église, une école, l'eau courante et l'électricité. Une fois la construction du complexe terminée, le village de Rapide-7 était le lieu de résidence des employés de la centrale. Le village a été fermé en 1968 à la suite de l'automatisation télécommandée à partir de Rouyn-Noranda des opérations de la centrale. Certains des bâtiments du village ont été déménagés dans la région

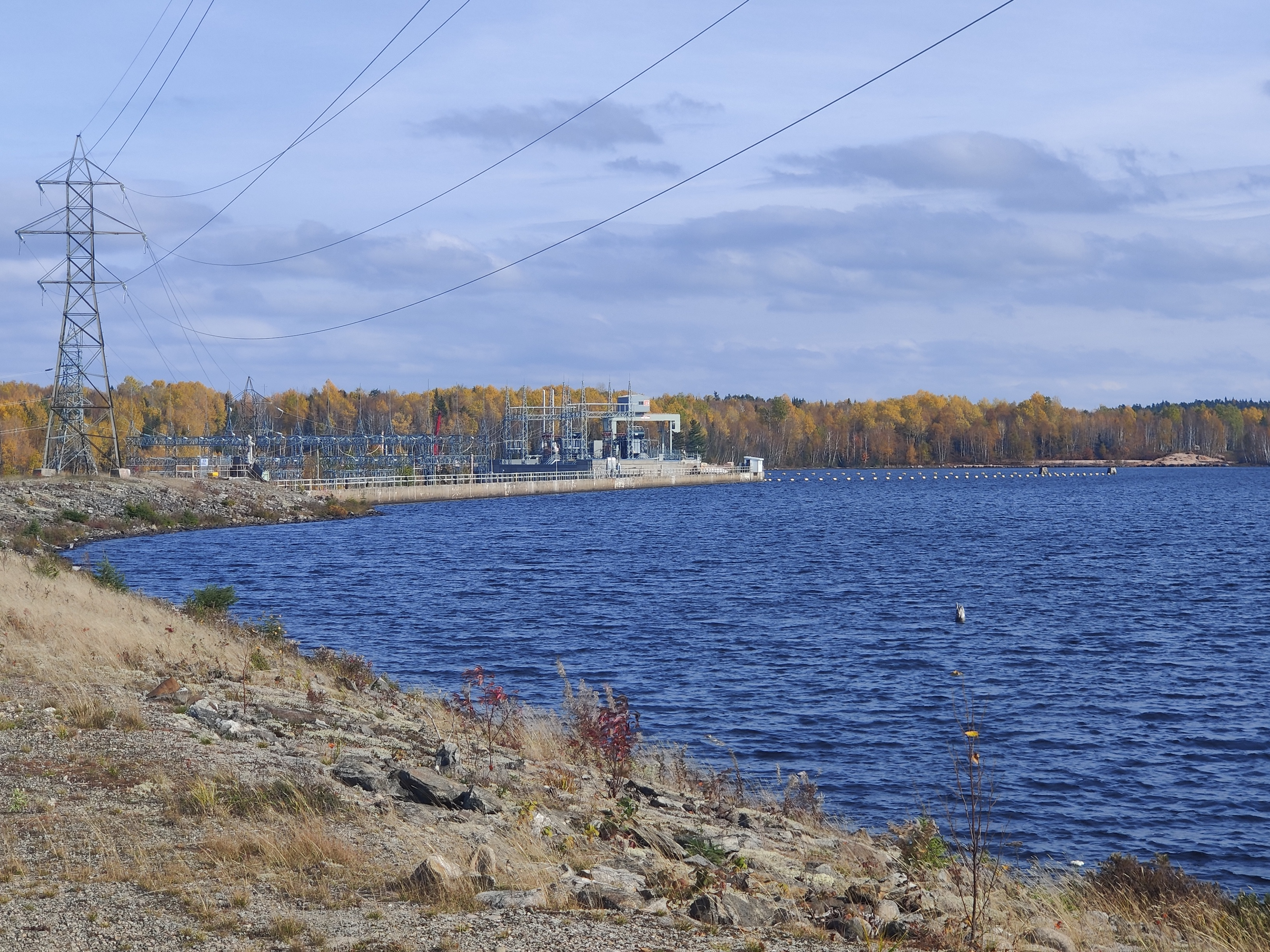
Barrage Rapide-7 et tête du réservoir Decelles